# Alex Caffi
Alex Caffi, italijanski dirkač Formule 1, * 18. marec 1964, Rovato, Italija.
Alessandro Caffi, bolj znan kot Alex Caffi, je upokojeni italijanski dirkač Formule 1. Debitiral je v sezoni 1986, ko je nastopil le na domači dirki za Veliko nagrado Italije, kjer ni bil uvrščen. V sezoni 1987 je odstopil kar na trinajstih dirkah od šestnajstih, na dveh se ni kvalificiral na dirki, na eni pa je dosegel dvanajsto mesto. V sezoni 1988 je bil bližje točkam s sedmim in dvema osmima mestoma, toda na prvo uvrstitev v točke je moral počakati na sezono 1989, ko je na Veliki nagradi Monaka osvojil četrto mesto, svoj najboljši rezultat kariere. V tej sezoni je osvojil še točko s šestim mestom na Veliki nagradi Kanade. V sezoni 1991 pa je s petim mestom na Veliki nagradi Monaka še tretjič in zadnjič v karieri osvojil točke. Po slabi sezoni 1992, kjer se je kvalificiral le na dve dirki in po težavah z menjavo moštva v začetku sezone 1993, se je upokojil.

## Popolni rezultati Formule 1
(legenda) (odebeljene dirke pomenijo najboljši štartni položaj, poševne pa najhitrejši krog, †-uvrščen kljub odstopu)
| Leto | Moštvo                            | Šasija        | Motor         | 1        | 2       | 3       | 4       | 5        | 6       | 7       | 8       | 9        | 10       | 11      | 12       | 13       | 14       | 15      | 16      | Prv | Toč |
| ---- | --------------------------------- | ------------- | ------------- | -------- | ------- | ------- | ------- | -------- | ------- | ------- | ------- | -------- | -------- | ------- | -------- | -------- | -------- | ------- | ------- | --- | --- |
| 1986 | Osella Squadra Corse              | Osella FA1G   | Alfa Romeo V8 | BRA      | ŠPA     | SMR     | MON     | BEL      | KAN     | VZDA    | FRA     | VB       | NEM      | MAD     | AVT      | ITA NC   | POR      | MEH     | AVS     | -   | 0   |
| 1987 | Osella Squadra Corse              | Osella FA1I   | Alfa Romeo V8 | BRA Ret  | SMR 12  | BEL Ret | MON Ret | VZDA Ret |         | VB Ret  | NEM Ret | MAD Ret  | AVT Ret  | ITA Ret | POR Ret  | ŠPA DNQ  | MEH Ret  | JAP Ret | AVS DNQ | -   | 0   |
| 1987 | Osella Squadra Corse              | Osella FA1G   | Alfa Romeo V8 |          |         |         |         |          | FRA Ret |         |         |          |          |         |          |          |          |         |         | -   | 0   |
| 1988 | Scuderia Italia                   | Dallara 3087  | Cosworth V8   | BRA DNPQ |         |         |         |          |         |         |         |          |          |         |          |          |          |         |         | -   | 0   |
| 1988 | Scuderia Italia                   | Dallara 188   | Cosworth V8   |          | SMR Ret | MON Ret | MEH Ret | KAN DNPQ | VZDA 8  | FRA 12  | VB 11   | NEM 15   | MAD Ret  | BEL 8   | ITA Ret  | POR 7    | ŠPA 10   | JAP Ret | AVS Ret | -   | 0   |
| 1989 | Scuderia Italia                   | Dallara 189   | Cosworth V8   | BRA DNPQ | SMR 7   | MON 4   | MEH 13  | ZDA Ret  | KAN 6   | FRA Ret | VB DNPQ | NEM Ret  | MAD 7    | BEL Ret | ITA 11   | POR Ret  | ŠPA Ret  | JAP 9   | AVS Ret | 19. | 4   |
| 1990 | Footwork Arrows Racing            | Arrows A11B   | Cosworth V8   | ZDA Inj  | BRA Ret | SMR DNQ | MON 5   | KAN 8    | MEH DNQ | FRA Ret | VB 7    | NEM 9    | MAD 9    | BEL 10  | ITA 9    | POR 13   | ŠPA Inj  | JAP 9   | AVS DNQ | 16. | 2   |
| 1991 | Footwork Grand Prix International | Footwork A11C | Porsche V12   | ZDA DNQ  | BRA DNQ |         |         |          |         |         |         |          |          |         |          |          |          |         |         | -   | 0   |
| 1991 | Footwork Grand Prix International | Footwork FA12 | Porsche V12   |          |         | SMR DNQ | MON DNQ | KAN Inj  | MEH Inj | FRA Inj | VB Inj  |          |          |         |          |          |          |         |         | -   | 0   |
| 1991 | Footwork Grand Prix International | Footwork FA12 | Cosworth V8   |          |         |         |         |          |         |         |         | NEM DNPQ | MAD DNPQ | BEL DNQ | ITA DNPQ | POR DNPQ | ŠPA DNPQ | JAP 10  | AVS 15  | -   | 0   |
| 1992 | Andrea Moda Formula               | Coloni C4B    | Judd V10      | JAR EX   |         |         |         |          |         |         |         |          |          |         |          |          |          |         |         | -   | 0   |
| 1992 | Andrea Moda Formula               | Moda S921     | Judd V10      |          | MEH DNP | BRA     | ŠPA     | SMR      | MON     | KAN     | FRA     | VB       | NEM      | MAD     | BEL      | ITA      | POR      | JAP     | AVS     | -   | 0   |